# Holzgraben (Grenzgraben)
Der Holzgraben ist ein linker und westlicher Zufluss des Grenzgrabens in den mittelfränkischen Landkreisen Ansbach und Weißenburg-Gunzenhausen.

## Verlauf
Der Holzgraben entspringt nahe dem Windpark Gunzenhausen-Wassertrüdingen zwischen Obermögersheim im Südwesten und Stetten im Nordosten auf einer Höhe von 506 m ü. NHN. Der Bach fließt beständig in östliche bis südöstliche Richtung und durchquert eine weite Offenlandschaft. Er mündet nach einem Lauf von rund 1,6 Kilometern auf einer Höhe von 451 m ü. NHN westlich von Nordstetten und Weilerau von links in den Grenzgraben.